# Ліхтенгайнський водоспад
50°55′45″ пн. ш. 14°14′36″ сх. д. / 50.929166666667° пн. ш. 14.243333333333° сх. д.
Ліхтенгайнський водоспад (нім. Lichtenhainer Wasserfall) — водоспад, що знаходиться в долині річки Кирнич і є одним з найвідоміших туристичних місць Саксонської Швейцарії.

## Історія
Вперше прироедний маленький водоспад Ліхтенгайнського сільського струмка, розташований високо на піщаникових скелях над долиною річки Кирнич, не викликав особливого інтересу з боку туристів. 
Тому його вирішили запрудити 1830 року засувною греблею. 
Греблю керував один житель села, який відкрив маленький ресторан біля водоспаду і за гроші відкривав греблю. 
Будівля ресторану була збудована у 1852 році.
Туристичні гіди та носії крісел у XIX столітті на цьому місці пропонували свої послуги. 
Історичний прейскурант із цінами від 2 до 5 золотих марок  — залежно від відстані — досі висить у дерев'яній будці біля водоспаду.
Ліхтенгайнський водоспад був одним із головних історичних туристичних атракціонів у Саксонській Швейцарії. 
Після відкриття вузькоколійного Кирничтальбана в 1898 році його відвідали сотні тисяч туристів.
В 1994 році історична гребля була відреставрована. З того часу що півгодини під музику «відкривач водоспаду» протягом трьох хвилин воду спускає униз.